# Nicasio Guisasola
Nicasio Guisasola Domínguez Gil (1900 - Talavera de la Reina; 10 de junio de 1940) fue un ingeniero agrónomo y político español.

## Biografía
Ingeniero agrónomo . Fue diputado por la provincia de Pontevedra por la CEDA en las elecciones generales de 1933. Durante la Guerra civil se alistó en la Compañía de Voluntarios de Vigo y fue herido en Villagonzalo. Al finalizar la guerra fue asignado Jefe de la Sección Agronómica de la provincia de Madrid. Falleció en un accidente de automóvil en Talavera de la Reina en 1940 y fue enterrado en León.